# Institut Català de Ciències del Clima
L'Institut Català de Ciències del Clima IC3 és una entitat pública sense ànim de lucre amb seu a Barcelona i que forma part del Programa de Centres de Recerca de la Generalitat de Catalunya. Es va crear el 2008. Actualment (2023) forma part del ISGlobal.